# Compiz Fusion
Compiz Fusion je kolekce pluginů a konfigurační systém pro kompozitní správce oken Compiz na systému X Window. Compiz Fusion je výsledek spojení mezi starou komunitní sadou Compiz Extras a částmi projektu Beryl.
Cílem projektu je portovat téměř všechny funkce Berylu do pluginů Compizu a pokračovat v psaní dalších. V době vzniku projektu přestal být vyvíjen Beryl a některé jeho základní funkce byly přidány do jádra Compizu.